# 노아 티쉬비

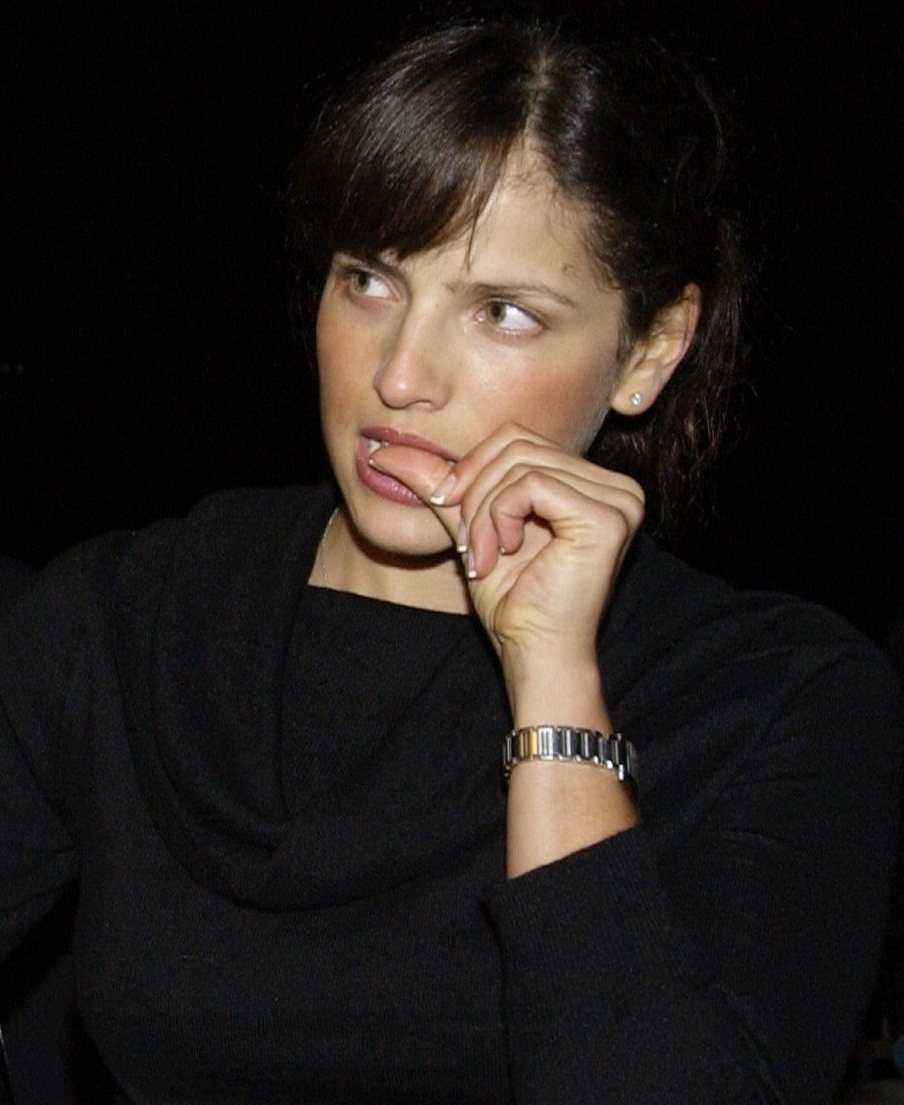

노아 티슈비(히브리어: נועה תשבי, Noa Tishby, 1977년 5월 22일 ~ )는 이스라엘의 배우, 가수, 모델, TV 사회자이다.
텔아비브에서 태어났다. 전남편은 오셔 귄즈버그이다.

## 작품 목록

### 영화 출연
- Skeleton Man (2004)
- 아일랜드 (2005)
- Fatwa (2006)
- 고스트 오브 걸프렌즈 패스트 (2009)

### 텔레비전 출연
- 미스 매치 (2003)
- 닙턱 (2003)
- 스타 트렉: 엔터프라이즈 (2004)
- 참드 (2005)
- The 4400 (2005)
- 라스베가스 (2005)
- 레버리지 (2009)
- 빅 러브 (2009)
- NCIS (2009) - 클레어 코넬 역
- 커플링 (2003, Coupling)
- Dig (2015)

### 텔레비전 제작
- 인 트리트먼트 (2008-10)